# Жежерун, Илько Дмитриевич
Илько (Илья) Дмитриевич Жежерун (укр. Ілько Дмитрович Жежерун; 20 июля 1879, Журавка, Киевская губерния — не ранее 23 февраля [8 марта] 1917 и не позднее 25 октября [7 ноября] 1917, Журавка, Черкасский уезд) — военный, моряк, один из испытателей первых русских подводных лодок.

## Биография
Отец Илька Дмитрий Михайлович Жежерун был крестьянином среднего состояния и имел 3 детей — сыновей Илька и Ефима и дочь Екатерину. Уже в 14 лет Илько, встречаясь с девушкой Анной, хотел жениться. Отец запретил и тогда Илько сбежал с девушкой в Одессу. Однако она через неделю вернулась. Илько работал швейцаром в магазине, грузчиком в порту, разнорабочим, связался с местными бандитами. Когда домой пришел вызов по призыву в армию, отец отправил брата в Одессу за Ильком. Служил он моряком в Петербурге. После службы он женился на Устине, которая была родом из богатой семьи из Витебской губернии.

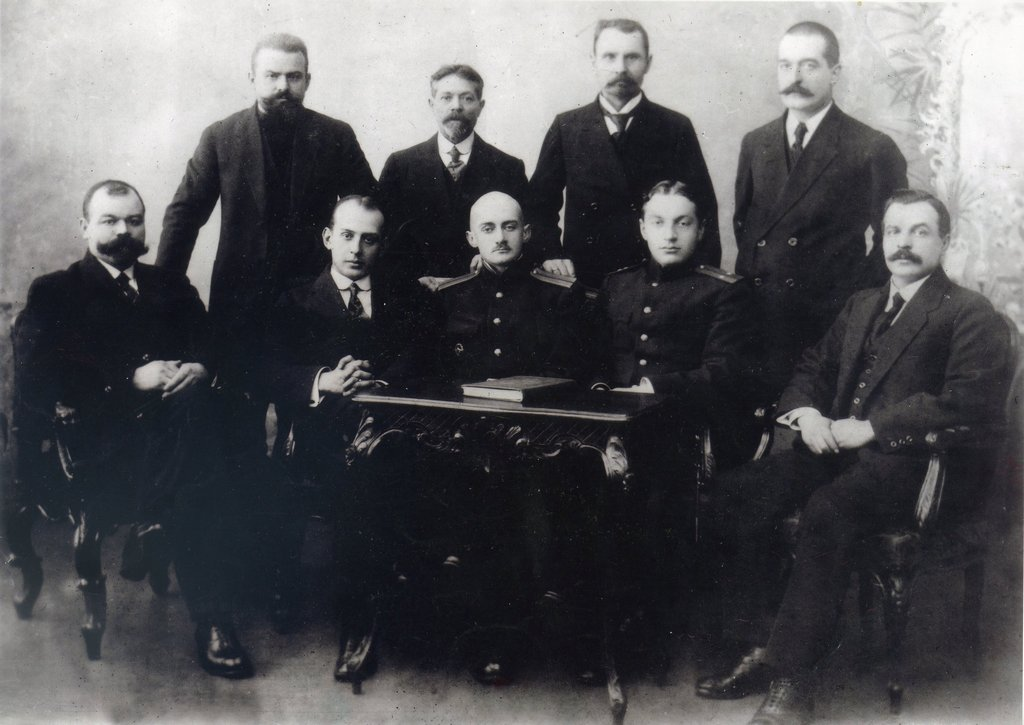
Фото из Гамбургского университета, сделанное во время стажировки в Германии

Известным Илько стал благодаря испытаниям первых российских подводных лодок. Для первых испытаний готовили несколько человек, в последние минуты главный претендент отказался, однако Илько согласился. За такое мужество сам император Николай II сняв перчатку пожал ему руку. За испытания получал высокое жалованье, приобрел имение в Петербурге. Стажировку проходил в Гамбурге, в местном университете. По преданию, фото, сделанное в Германии с местными моряками, оберегло семью во время оккупации в годы Великой Отечественной войны. Увидев впервые его на стене немцы не заходили в их двор на протяжении всей войны.
Илько часто приезжал в Журавку. Когда умер его брат от тифа, эпидемия которого была в то время распространена на Украине, Илько приехал на похороны, где также заразился болезнью. Через несколько дней и он умер. Жена после похорон хотела вернуться в Петербург, но услышав о революции и грабежах имений решила остаться в Журавке. Умерла она в 1933 году от голода, оставив сыновей, которым было 27 и 23 года. Дмитрий женился и переехал жить в другой дом, а Валентин остался с семьёй в родительском доме.